# Plateau de Charpal
Le plateau de Charpal, aussi appelé plateau du Palais-du-Roi, est un plateau du département de la Lozère qui fait l'objet d'une protection Natura 2000.

## Géographie

### Localisation
Couvrant près de 3 410 hectares, le plateau se situe sur les communes d'Arzenc-de-Randon, Le Born, Pelouse et Monts-de-Randon. L'altitude la plus élevée est atteinte au sommet du signal de Randon à 1 551 m.

### Hydrologie
Le lac de Charpal s'y trouve.

### Faune
Des loutres vivent dans les eaux du plateau.

### Flore
Le plateau est couvert à près de 60 % de résineux. Toutefois, il conserve une des plus fortes concentrations de tourbières du département (jusqu'à 25 hectares pour la plus grande).
Deux espèces végétales particulièrement rares sont présentes : Hammarbya paludosa (appartenant à la famille des Orchidées) et Lycopodiella inundata (petite plante "primitive" proche des fougères).